# U-Bahnhof Giselastraße
Der U-Bahnhof Giselastraße ist ein Bahnhof der U-Bahn München. Er liegt im Stadtteil Schwabing der bayerischen Landeshauptstadt München und wird von den Linien U3 und U6 bedient.

## Geschichte
Der Bahnhof wurde am 19. Oktober 1971 zusammen mit der ersten Münchner U-Bahn-Linie U6 eröffnet. Die U3 verkehrt hier seit ihrer Inbetriebnahme am 8. Mai 1972. Gestaltet wurde er wie alle am selben Datum eröffneten Stationen von Paolo Nestler.

## Lage
Die Station liegt unter der Leopoldstraße. Die namensgebende Giselastraße mündet in diese auf Höhe des Bahnhofs ein. Die Straße ist nach Erzherzogin Gisela von Österreich, einer Tochter von Kaiser Franz Joseph I. und Kaiserin Elisabeth, benannt. Diese hatte am 20. April 1873 in Wien Leopold Prinz von Bayern, Sohn von Prinzregent Luitpold von Bayern und Auguste Ferdinande von Österreich, ihren Cousin 2. Grades, geheiratet. Anlässlich der Vermählung wurde im Jahr 1873 die Giselastraße nach ihr benannt.
Direkt am südlichen Zugang befindet sich der Leopoldpark mit der Fakultät für Psychologie und Pädagogik (dem sogenannten „Schweinchenbau“) der Ludwig-Maximilians-Universität München. Weiter südlich befindet sich das Siegestor, außerdem gelangt man fußläufig zum Englischen Garten mit dem Chinesischen Turm.

## Bahnhofsanlage

### Aufbau
Der Bahnhof ist zweigleisig mit einem Mittelbahnsteig. Gestützt wird das Gewölbe von einer Säulenreihe. Am südlichen Ende des Bahnsteigs führen eine Roll- und eine Festtreppe über ein Sperrengeschoss an die Oberfläche, sowohl zur Giselastraße als auch zur Leopoldstraße. Am nördlichen Ende musste eine Rolltreppe einem Aufzug weichen. Hier befindet sich ein weiteres Sperrengeschoss, über das die Leopoldstraße, die Martiusstraße und die Franz-Joseph-Straße erreicht werden können.

### Gestaltung
Die Hintergleiswände bestehen aus graublauen Faserzementplatten, wie es bei vielen der ältesten Münchner U-Bahnhöfe der Fall ist. Die sechseckigen Säulen sind mit roten Fliesen verkleidet. Die Decke besteht ebenfalls aus Faserzementplatten, die für die Leuchtstoffröhren unterbrochen sind. Der Boden ist mit schwarzem Isarkiesel-Motiv ausgelegt.

## Verkehr
Die U3 und die U6 verkehren in den Hauptverkehrszeiten in beide Richtungen im 5-Minuten-Takt. Ansonsten passieren den Bahnhof innerhalb von 10 Minuten eine Fahrt der U6, eine der U3 sowie eine weitere Fahrt der U6 zwischen Münchner Freiheit und Harras.
| Linie | Linienverlauf |
| ----- | --- |
| U3    | Moosach – (797 m) – Moosacher St.-Martins-Platz – (880 m) – Olympia-Einkaufszentrum – (1416 m) – Oberwiesenfeld – (1061 m) – Olympiazentrum – (944 m) – Petuelring – (832 m) – Scheidplatz – (793 m) – Bonner Platz – (1042 m) – Münchner Freiheit – (579 m) – Giselastraße – (744 m) – Universität – (788 m) – Odeonsplatz – (640 m) – Marienplatz – (884 m) – Sendlinger Tor – (843 m) – Goetheplatz – (677 m) – Poccistraße – (624 m) – Implerstraße – (849 m) – Brudermühlstraße – (1149 m) – Thalkirchen – (1129 m) – Obersendling – (785 m) – Aidenbachstraße – (782 m) – Machtlfinger Straße – (1195 m) – Forstenrieder Allee – (808 m) – Basler Straße – (936 m) – Fürstenried West |
| U6    | Garching-Forschungszentrum – (2560 m) – Garching – (1827 m) – Garching-Hochbrück – (4208 m) – Fröttmaning – (830 m) – Kieferngarten – (1431 m) – Freimann – (1087 m) – Studentenstadt – (660 m) – Alte Heide – (740 m) – Nordfriedhof – (813 m) – Dietlindenstraße – (712 m) – Münchner Freiheit – (579 m) – Giselastraße – (744 m) – Universität – (788 m) – Odeonsplatz – (640 m) – Marienplatz – (884 m) – Sendlinger Tor – (843 m) – Goetheplatz – (677 m) – Poccistraße – (624 m) – Implerstraße – (1236 m) – Harras – (837 m) – Partnachplatz – (760 m) – Westpark – (1084 m) – Holzapfelkreuth – (1050 m) – Haderner Stern – (1097 m) – Großhadern – (731 m) – Klinikum Großhadern   |

Die Bushaltestelle Giselastraße befindet sich in der Martiusstraße am Nordkopf des Bahnhofs. Hier hält die Metrobuslinie 54 und die Stadtbuslinie 154. Letztere bedient auch die Haltestelle Georgenstraße am südlichen Ausgang der Station. Beide Haltestellen sind mit mehreren Linien ins Münchner Nachtnetz eingebunden.

## Planungen
Die Planungen für die U9-Spange sehen vor, dass die neue Strecke am Bahnhof Giselastraße abzweigen soll. Dafür müsste der Bahnhof viergleisig ausgebaut werden.